# Lewis Arquette
Lewis Michael Arquette (ur. 14 grudnia 1935 w Chicago, zm. 10 lutego 2001 w Los Angeles) – amerykański aktor, scenarzysta i producent filmowy, najlepiej znany jako J.D. Pickett z serialu telewizyjnego CBS The Waltons (1978–1981).

## Życiorys
Urodził się w Chicago w Illinois jako syn Mildred Nesbitt Le May i Clifforda Charlesa „Cliffa” Arquette, aktora, pianisty, kompozytora, tekściarza i komika. Był związany z odkrywcą Meriwetherem Lewisem, od którego nazwiska odziedziczył jako swoje imię. Nazwisko jego rodziny brzmiało pierwotnie „Arcouet”, wywodzące się z częściowego pochodzenia francusko-kanadyjskiego.
W 1963 poślubił Brendę Olivię Mardiningsih „Mardi” (z domu Nowak), z którą miał pięcioro dzieci: Rosannę (ur. 1959), Richmonda (ur. 1963), Patricię (ur. 1968), Alexisa (1969–2016) i Davida (ur. 1971). Jego żona zmarła w 1997 na raka piersi. Była Żydówką i córką uchodźcy z Holocaustu z Polski, podczas gdy Lewis Arquette, wychowany jako katolik, nawrócił się na islam. Mieszkając w Chicago, Arquette przez kilka lat zarządzał teatrem improwizowanym Second City. W 1970 rodzina przeniosła się do komuny Subud (opisanej przez Patricię jako „gmina hipisowska”) w Front Royal w Wirginii.
Zmarł 10 lutego 2001 w Los Angeles w wieku 65 lat w wyniku powikłań niewydolności serca.

## Filmografia

### Filmy fabularne
- 1978: Ruby i Oswald (Ruby and Oswald, TV)
- 1979: Chiński syndrom (The China Syndrome) jako Hatcher
- 1988: Bliźnięta nie do pary (Big Business) jako pan Stokes
- 1989: Podniebna poczta Kiki – głos
- 1989: Tango i Cash jako Wyler
- 1989: Tato (Dad) – głos
- 1993: Kobieta olbrzym (Attack of the 50 Ft. Woman, TV) jako pan Ingersol
- 1996: Mojave Moon jako Charlie
- 1997: Księżniczka Mononoke – głos
- 1997: Krzyk 2 (Scream 2) jako szeryf Louis Hartley
- 1998: Półmrok (Twilight) jako Water Pistol Man
- 1998: Bohaterowie z przypadku (Almost Heroes) jako kupiec
- 2000: Medal dla miss (Best in Show) jako widz Fern City Show
- 2000: Mały Nicky (Little Nicky) jako kardynał
- 2000: Kibice do dzieła! (Ready to Rumble) jako Fred King
- 2001: Afera poniżej zera (Out Cold) jako Herbert 'Papa' Muntz

### Seriale TV
- 1978–1981: The Waltons jako J.D. Pickett
- 1987: Smerfy (The Smurfs) – głos
- 1983: Remington Steele jako Stuart Thorpe
- 1984: Riptide jako Sidney Gorman
- 1985: Zapasy z Hulkiem Hoganem jako Superfly Jimmy Snuka (głos)
- 1987: Świat według Bundych jako Ed
- 1987: Larry i Balki (Perfect Strangers) jako fan Rowdy Hockey
- 1987: Alf jako Ed Billings
- 1988: Szczeniak zwany Scooby Doo – głosy
- 1989: Paradise, znaczy raj
- 1989: Zagubiony w czasie jako ks. Muldooney
- 1989: Karmelowy obóz jako Rex DeForest III (głos)
- 1990: Opowieści z krypty jako Lower Berth
- 1990: Kapitan Planeta i planetarianie – głos
- 1990: Matlock jako komisarz
- 1992: Prawnicy z Miasta Aniołów jako inspektor Dodek
- 1992: Beverly Hills, 90210 jako ksiądz
- 1994: Byle do dzwonka: Nowa klasa jako wujek Lester
- 1995: SeaQuest Kearny
- 1995: Kroniki Seinfelda jako Leapin' Larry
- 1996: Babilon 5 jako generał Smits
- 1996: Prawdziwe przygody Jonny’ego Questa jako Civilian/kierowca (głos)
- 1997: Spawn – głos
- 2000–2001: Słowami Ginger (As Told by Ginger) jako pan Cilia (głos)

### gry komputerowe
- 2000: Escape from Monkey Island jako Freddie (głos)